# المعهد العالي للعلوم التطبيقية والتكنولوجيا
المعهد العالي للعلوم التطبيقيّة والتكنولوجيا هو مؤسسة حكومية غير ربحية رديفة لجامعات القطر. تأسس عام 1983. بهدف إعداد أطر مؤهّلة للبحث العلمي والتقاني في ميادين العلوم التطبيقيّة والتكنولوجيا.
للمعهد فرع في دمشق وفرع في حلب.

## هيكلية المعهد
يتألف المعهد العالي للعلوم التطبيقية والتكنولوجيا من قسم المعلوماتية، وقسم النظم الإلكتروميكانيكية، وقسم الرياضيات، قسم الاتصالات، قسم الفيزياء، وقسم هندسة الإدارة.

## الدرجات العلمية
- الإجازة في الهندسة
- دبلوم التأهيل والتخصص
- دبلوم الدراسات العليا
- الماجستير
- الدكتوراه

## التخصصات الدراسية[4]
- هندسة الاتصالات
- هندسة النظم الإلكترونية
- الهندسة المعلوماتية
- هندسة الميكاتروينكس
- علوم وهندسة المواد
- هندسة الطيران (فرع حلب)

## خريجون بارزون
- عالم الرياضيات عمران قوبا.
- الدكتور عماد عبد الغني صابوني وزير الاتصالات والتقانة في سوريا.
- الدكتورة يمن الأتاسي، باحثة في علوم المواد.
- الدكتور نضال شمعون، باحث فيزيائي نظري.[5]
- الدكتور راكان رزوق، رئيس الجمعية العلمية السورية للمعلوماتية.